# 巴尔伯拉
巴尔伯拉（法語：Barberaz，法語發音：[baʁbəʁa]）是法国萨瓦省的一个市镇，属于尚贝里区。

## 地理
巴尔伯拉（45°33'48"N, 5°56'41"E）面积3.79 平方千米，位于法国奥弗涅-罗讷-阿尔卑斯大区萨瓦省，该省份为法国东部省份，历史上为薩伏依的一部分，北起上萨瓦省，西接伊泽尔省和安省，南部和东部与上阿尔卑斯省和意大利接壤。
与巴尔伯拉接壤的市镇（或旧市镇、城区）包括：巴桑、尚贝里、雅各布-贝勒孔贝特、蒙塔尼奥勒、拉拉瓦尔、圣阿尔邦莱斯、圣巴尔多夫。

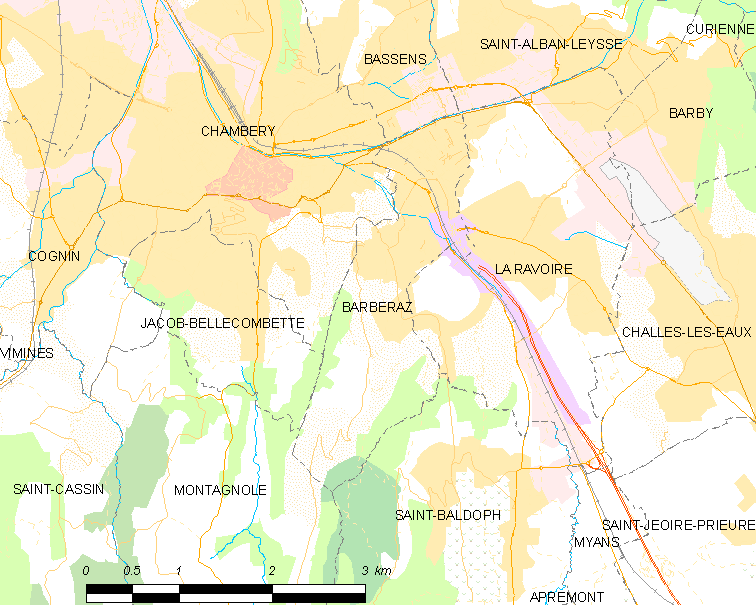
巴尔伯拉的OSM定位图

巴尔伯拉的时区为UTC+01:00、UTC+02:00（夏令时）。

## 行政
巴尔伯拉的邮政编码为73000，INSEE市镇编码为73029。

## 政治
巴尔伯拉所属的省级选区为拉拉瓦尔县。

## 人口

1962-2008年间巴尔伯拉人口变化图示

巴尔伯拉于2022年1月1日时的人口数量为5246人。